# Lyophyllum konradianum
Lyophyllum konradianum är en svampart som först beskrevs av René Charles Maire, och fick sitt nu gällande namn av Kühner & Romagn. 1953. Lyophyllum konradianum ingår i släktet Lyophyllum och familjen Lyophyllaceae.  Arten är reproducerande i Sverige. Inga underarter finns listade i Catalogue of Life.